# London Symphony Orchestra
London Symphony Orchestra (LSO) är en av världens mest framstående symfoniorkestrar. Sedan 1982 har den sin hemvist i Barbican Centre i London.
Orkestern grundades 1904 som en fristående autonom institution. LSO var den första brittiska orkester som spelade utanför Storbritannien, vilket skedde vid en konsert i Paris 1906. Orkestern skulle ha rest med Titanic i april 1912 för att spela vid en konsert i New York, men planerna ändrades lyckligtvis i sista minuten.
För att komplettera orkesterns verksamhet bildades 1966 London Symphony Chorus (LSC) som består av över 200 sångare.

## Chefsdirigenter
- Valerij Gergijev (2007–)
- Colin Davis (1995–2006)
- Michael Tilson Thomas (1987–1995)
- Claudio Abbado (1979–1987)
- André Previn (1968–1979)
- István Kertész (1965–1968)
- Pierre Monteux (1960–1964)
- Josef Krips (1951–1954)
- Hamilton Harty (1932–1935)
- Willem Mengelberg (1930–1931)
- Albert Coates (1919–1922)
- Thomas Beecham (1915–1917)
- Arthur Nikisch (1912–1914)
- Edward Elgar (1911–1912)
- Hans Richter (1904–1911)

## Andra Londonbaserade orkestrar
- London Philharmonic Orchestra
- Royal Philharmonic Orchestra
- English Chamber Orchestra
- Philharmonia Orchestra
- BBC Symphony Orchestra